# Occidenthella athadona
Occidenthella athadona is een slakkensoort uit de familie van de Coryphellidae. De wetenschappelijke naam van de soort werd voor het eerst geldig gepubliceerd in 1875 door Bergh als Coryphella athadona.